# Klay Thompson
Klay Thompson (* 8. února 1990, Los Angeles, USA) je profesionální americký basketbalista, hráč týmu NBA Dallas Mavericks.
V roce 2015 se stal držitelem rekordu NBA v počtu bodů na jednu čtvrtinu zápasu, když v souboji se Sacramento Kings dokázal ve 3. čtvrtině vstřelit 37 z celkových 41 bodů GSW. Sám tak přestřílel tým Sacramenta 37:22. Téhož dne díky tomu dosáhl i osobního rekordu v počtu bodů na zápas, kterých získal 52. Dne 5. prosince 2016 tento rekord překonal, když nastřílel 60 bodů a to za 29 minut ve hře. Tím se stal prvním hráčem v historii NBA, který nastřílel 60 bodů za méně než 30 minut akce.
Klay je synem někdejšího hráče NBA Mychala Thompsona (Portland Trail Blazers, San Antonio Spurs, Los Angeles Lakers).

## Kariéra
- 2008–2011 Washington State Cougars men's basketball (tým Washington State University)
- od 2011 	Golden State Warriors

### Golden State Warriors
Klay Thompson byl vybrán na 11. místě v 2011 NBA Draftu týmem Golden State Warriors. V 2014-15 sezóně byl poprvé vybrán do NBA All-Star týmu jako náhradník. Ve stejné sezóně vyhrál se svým týmem svůj první NBA šampionát nad Cleveland Cavaliers 4-2. Golden State Warriors ukončili následující sezónu s rekordním skórem 73-9, čímž překonali minulý rekord nastaven týmem Chicago Bulls. V té stejné sezóně vyhrál soutěž ve trojkách a dostal se spolu se svým týmem až do finále NBA, kde se znovu utkali s Cleveland Cavaliers, proti kterým prohráli 4-3, přestože měli 3-1 náskok. V 2016-17 sezóně dosáhl osobního rekordu v počtu bodů na zápas, kterých získal 60. Opět se dostali do finále NBA, kde se znovu utkali s Cleveland Cavaliers a vyhráli 4-1, čímž získal svůj druhý titul. To samé se opakovali i následující sezónu, kde se opět utkali ve finále NBA s Cleveland Cavaliers, které vyhráli 4-0. V 2018-19 nastavil Klay Thompson NBA rekord za nejvíce trojek během jednoho zápasu, ve kterém trefil 14 trojek. Ve stejné sezóně se utkal ve finále NBA s Torronto Raptors. Ve hře 6 si Thompson přetrhnul přední zkřížený vaz a Golden State Warriors prohráli finále 4-2. Thompson se vrátil na hřiště až 9. ledna 2022 ve hře proti Cleveland Cavaliers.